# 学成寺
学成寺（がくじょうじ）は、鳥取県鳥取市新品治町にある日蓮宗の寺院。山号は光照山。旧本山は京都妙覚寺、奠師法縁(奠統会)。

## 歴史
天正7年（1579年）邑美郡馬場町（現在の鳥取市馬場町）に成就院日賢を開山に創建された。寛永9年（1632年）池田光仲が岡山藩より鳥取藩へ国替えに際し移転、寛文4年（1664年）4月23日火災で堂宇を焼失し芳春院殿（池田光仲の母）本高院殿（池田光仲の弟）の位牌をも焼失した。その後現在地の新品治町の足軽高浜十兵衛の屋敷に移転し堂宇を再建した。しかし文政4年（1821年）10月5日に火災で焼失した。また太平洋戦争中の昭和18年（1943年）9月10日の鳥取大震災でも堂宇が倒壊した。現在、学成寺住職は白毫山蓮教寺（県内八頭郡若桜町若桜）の代務住職も務める。

## 歴代
- 成就院日賢

## 境内
- 本堂
  - 推定樹齢約200年と300年の楠の巨木がある。

## 関連資料
- 『日本歴史地名大系』